# Werner Konitzer
Werner Konitzer (* 1955) ist ein deutscher Philosoph.

## Leben
Er studierte Germanistik und Publizistikwissenschaft an der Freien Universität Berlin, wo er 1993 bei Helmut Richter und Ernst Tugendhat in Linguistik und Philosophie über das Verhältnis von Phänomenologie, Fotografie und Film promovierte. Er lehrte Philosophie an der Humboldt-Universität Berlin und habilitierte in Frankfurt (Oder) über Medienphilosophie. Von 2000 bis 2006 war er wissenschaftlicher Mitarbeiter am Hamburger Institut für Sozialforschung mit dem Projekt Geschichte und Ethik. Zu den ethischen Implikationen der Diskussionen um die NS-Vergangenheit in Deutschland, das in enger Kooperation mit Raphael Gross und Christian Strub durchgeführt wurde. Wissenschaftlicher Mitarbeiter war er 2007 am Jüdischen Museum in Vorbereitung der Ausstellung zur Frankfurter Schule. Seit 2007 war er stellvertretender Direktor und wissenschaftlicher Mitarbeiter am Fritz Bauer Institut in Frankfurt am Main mit dem Schwerpunkt Nationalsozialismus und Moral sowie von 2015 bis März 2017 dessen kommissarischer Leiter. Im Juni 2011 wurde zum außerplanmäßigen Professor an der Europa-Universität Viadrina ernannt.

## Schriften (Auswahl)
- Sprachkrise und Verbildlichung (= Epistemata. Reihe Philosophie. Band 177). Königshausen und Neumann, Würzburg 1995, ISBN 3-8260-1049-3 (zugleich Dissertation, FU Berlin 1994).
- Medienphilosophie. Fink, Paderborn/München 2006, ISBN 3-7705-4286-X.
- als Herausgeber: Moralisierung des Rechts. Campus Verlag, Frankfurt 2014, ISBN 978-3-593-50168-0
- als Herausgeber mit Birgit Erdle: Theorien über Judenhass – eine Denkgeschichte. Kommentierte Quellenedition (1781–1931). (= Wissenschaftliche Reihe des Fritz-Bauer-Instituts. Band 26). Campus Verlag, Frankfurt 2015, ISBN 3-593-50470-7.
- als Herausgeber mit Katharina Rauschenberger: Antisemitismus und andere Feindseligkeiten. Interaktionen von Ressentiments. (= Jahrbuch ... zur Geschichte und Wirkung des Holocaust. Jahrgang 2015). Campus Verlag, Frankfurt 2015, ISBN 3-593-50469-3.
- als Herausgeber: „Arbeit“, „Volk“, „Gemeinschaft“. Campus Verlag, Frankfurt 2016, ISBN 978-3-593-50622-7.